# Don’t Bring Me Down
"Do not Bring Me Down" je devátá a zároveň poslední skladba z alba Discovery anglické rockové skupiny Electric Light Orchestra z roku 1979. Stala se dodnes jejich nejúspěšnějším hitem v USA. Ve Spojeném království obsadila 3. místo.
Jeff Lyne znovu nahrál tuto skladbu ve svém domácím studiu. Vydána byla na výběru Mr. Blue Sky: The Very Best of Electric Light Orchestra s ostatními znovu nahranými skladbami skupiny ELO.

## Coververze
- V roce 1982 píseň studiově nazpíval a na několika koncertech interpretoval český zpěvák Karel Gott. Píseň zpíval s originálním textem.
- V roce 1988 vytvořila punkrocková skupina J Church coververzi nazvanou "Mailorder is Fun".
- V roce 2003 vytvořila skupina Status Quo coververzi pro své album Riffs.
- V roce 2012 nahrála skupina The Hives skladbu "Go Right Ahead". Přestože nejde o přímou coververzi, hlavní riff skladby je velmi podobný s riffem skladby "Do not Bring Me Down".[2]

Česká coververze
V roce 1980 vznikla televizní nahrávka s názvem „Tak nehraj dál“, kterou s textem Zdeňka Borovce nazpívali Helena Vondráčková, Petra Černocká, Věra Špinarová a Jiří Schelinger. Tato nahrávka vyšla na několika kompilačních CD po roce 2002.

## Pozice v žebříčcích
| Žebříček (1979)                | Vrcholové pozice |
| ------------------------------ | ---------------- |
| Austrálie (Kent Music Report)  | 6                |
| Belgie (VRT Top 30 Flanders)   | 6                |
| Kanada (CHUM)                  | 2                |
| Francie (IFOP)                 | 44               |
| Jižní Afrika (Springbok Radio) | 9                |
| Španělsko (AFYVE)              | 10               |
| USA (Billboard Hot 100)        | 4                |
| USA (Cash Box)                 | 4                |
| USA (Record World)             | 3                |